# Universität Linköping

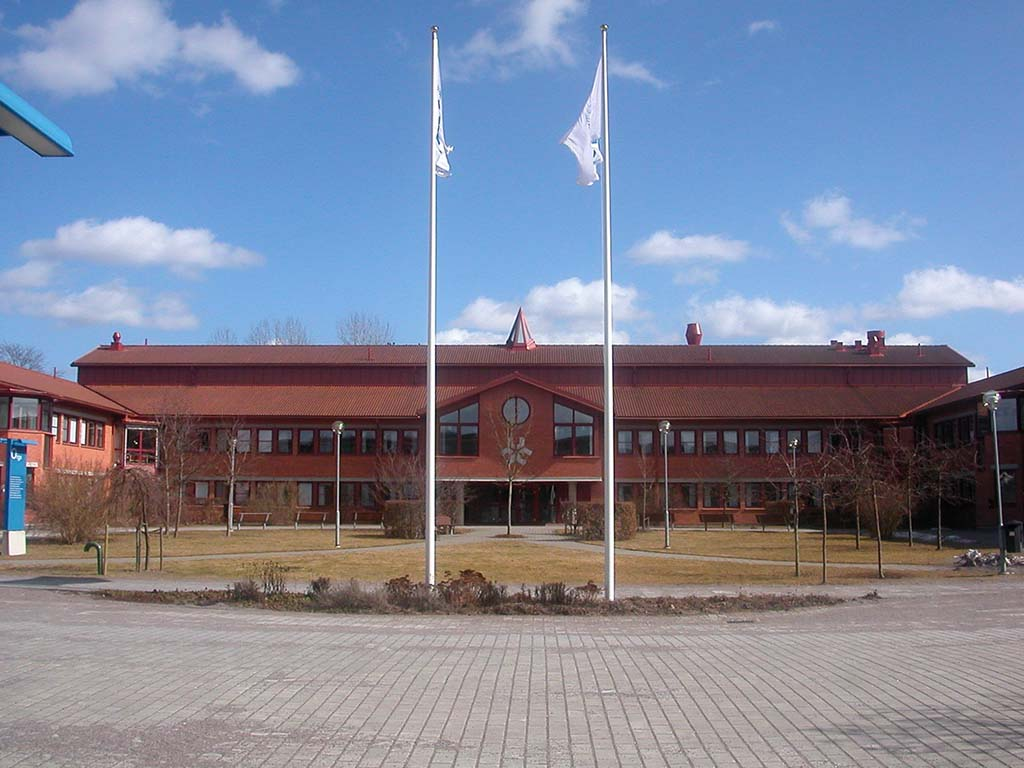
Hauptverwaltungsgebäude der Universität Linköping

Die Universität Linköping (schwedisch: Linköpings universitet, LiU) ist die 1975 aus der Hochschule hervorgegangene Universität der Stadt Linköping in Schweden. Die Anfänge der Hochschule liegen im Jahr 1963, als die ersten Magisterstudiengänge angeboten wurden.

## Fakultäten
Die Universität Linköping besteht aus den vier Fakultäten
- Technische Hochschule Linköping (Tekniska högskolan),
- Philosophische Fakultät (Filosofiska fakulteten),
- Medizin (Hälsouniversitet) und
- Pädagogik (Utbildningsvetenskap)

sowie 23 weiteren Abteilungen. 
1996 nahm ein Universitätszweig den Lehrbetrieb in der benachbarten Stadt Norrköping auf. 2007 waren an der Universität ca. 25.000 Studenten eingeschrieben, davon etwa ein Viertel in Norrköping.